# Kate Saxon
Kate Saxon (* im 20. Jahrhundert) ist eine englische Theater- und Fernsehregisseurin sowie Voice Director von Videospielen.
Nach ihrer Ausbildung als Schauspielerin sammelte sie erste Erfahrungen als Theaterregisseurin an der Oper, wo sie zunächst als Regieassistentin engagiert war: in Bregenz (Das schlaue Füchslein von Janáček, 2003), dann an der Garsington Opera (L’equivoco stravagante von Rossini, 2004) und an der Opera North (La Bohème von Puccini, 2004).
Von 2000 bis 2012 war sie an der Leitung des von Mike Alfreds gegründeten Shared Experience-Theater (London) beteiligt, das u. a. eine Reihe von Roman-Bearbeitungen auf die Bühne gebracht hat. Ihre letzte Regiearbeit für das Shared Experience war eine Inszenierung von Was ihr wollt (2017), die für drei Jahre auf Tournee durch Großbritannien ging.
Kate Saxon hat in ihrer Karriere über 40 Theaterstücke inszeniert, darunter die Bühnenpremiere von The French Lieutenenat's Women in der Bearbeitung von Mark Healy, die nach der Uraufführung in New York auf Theatertournee in Großbritannien ging.
2013 nahm sie an einem Regiekurs der BBC teil. Seit Doctors (2015) hat sie diverse Episoden für britische Fernsehserien inszeniert, darunter EastEnders (2014–2018), Call The Midwife (2019), Casuality (2019), Silent Witness (2020) und zuletzt Der junge Inspektor Morse (2020).
Seit 2003 ist sie auf dem Sektor Synchronisation bzw. als Voice-Director von Videospielen aktiv, von denen einige für einen BAFTA nominiert wurden.